# Cal Josepó
Cal Josepó és una obra de Capçanes (Priorat) inclosa a l'Inventari del Patrimoni Arquitectònic de Catalunya.

## Descripció
Edifici de planta aproximadament rectangular, bastit de maçoneria, arrebossada i pintada a la façana, de planta baixa, dos pisos i golfes, i cobert per teulada a dos vessants. La façana, amb una certa qualitat formal, té una porta i una finestra a la planta baixa, aquela amb el dentell de pedra i la data de 1870; tres balcons al primer pis, amb barana de fonament, tres més al segon pis, sortit el central i amb barana de ferro forja, i tres finestres amb baraneta a les golfes.

## Història
Es tracta d'un edifici bastit abans del pas de la fil·loxera, d'una certa qualitat formal, representatiu d'una època d'esplendor a la comarca. Malgrat les evidents millores aportades, la façana ha sabut conservar un equilibri correcte.